# Ostropales
Ostropales Nannf. – rząd grzybów z klasy Lecanoromycetes.

## Systematyka
Pozycja w klasyfikacji według Index FungorumOstropales, Ostropomycetidae, Lecanoromycetes, Pezizomycotina, Ascomycota, Fungi.
TaksonomiaWedług aktualizowanej klasyfikacji Index Fungorum bazującej na Dictionary of the Fungi do rzędu Ostropales należą następujące rodziny i rodzaje incertae sedis:
- rodzina Coenogoniaceae Stizenb. 1862
- rodzina Gomphillaceae Walt. Watson 1929
- rodzina Graphidaceae Dumort. 1822 – literakowate
- rodzina Odontotremataceae D. Hawksw. & Sherwood 1982
- rodzina Phaneromycetaceae Gamundí & Spinedi 1985
- rodzina Phlyctidaceae Poelt ex J.C. David & D. Hawksw. 1991
- rodzina Porinaceae Walt. Watson 1929
- rodzina Protothelenellaceae Vězda, H. Mayrhofer & Poelt 1985
- rodzina Sagiolechiaceae Baloch, Lücking, Lumbsch & Wedin 2010
- rodzina Spirographaceae Flakus, Etayo & Miądl. 2019
- rodzina Stictidaceae Fr. 1849
- rodzina Thelenellaceae O.E. Erikss. ex H. Mayrhofer 1987
- rodzina Thrombiaceae Poelt & Vězda ex J.C. David & D. Hawksw. 1991
- rodzina incertae sedis:
  - rodzaj Aabaarnia Diederich 2014
  - rodzaj Amphorothecium P.M. McCarthy, Kantvilas & Elix 2001
  - rodzaj Anzina Scheid. 1982
  - rodzaj Biazrovia Zhurb. & Etayo 2013
  - rodzaj Elongaticonidia W.J. Li & Camporesi & K.D. Hyde 2020
  - rodzaj Leucogymnospora Fink 1930
  - rodzaj Malvinia Döbbeler 2003
  - rodzaj Mulderomyces Crous, Jacq. Edwards & P.W.J. Taylor 2016
  - rodzaj Normanogalla Diederich 2014
  - rodzaj Platygraphopsis Müll. Arg. 1887[2].

Nazwa polska według J. Nowaka i Z. Tobolewskiego.